# Willdenowia purpurea
Willdenowia purpurea är en gräsväxtart som beskrevs av Neville Stuart Pillans. Willdenowia purpurea ingår i släktet Willdenowia och familjen Restionaceae. Inga underarter finns listade i Catalogue of Life.